# Ernst Stavro Blofeld

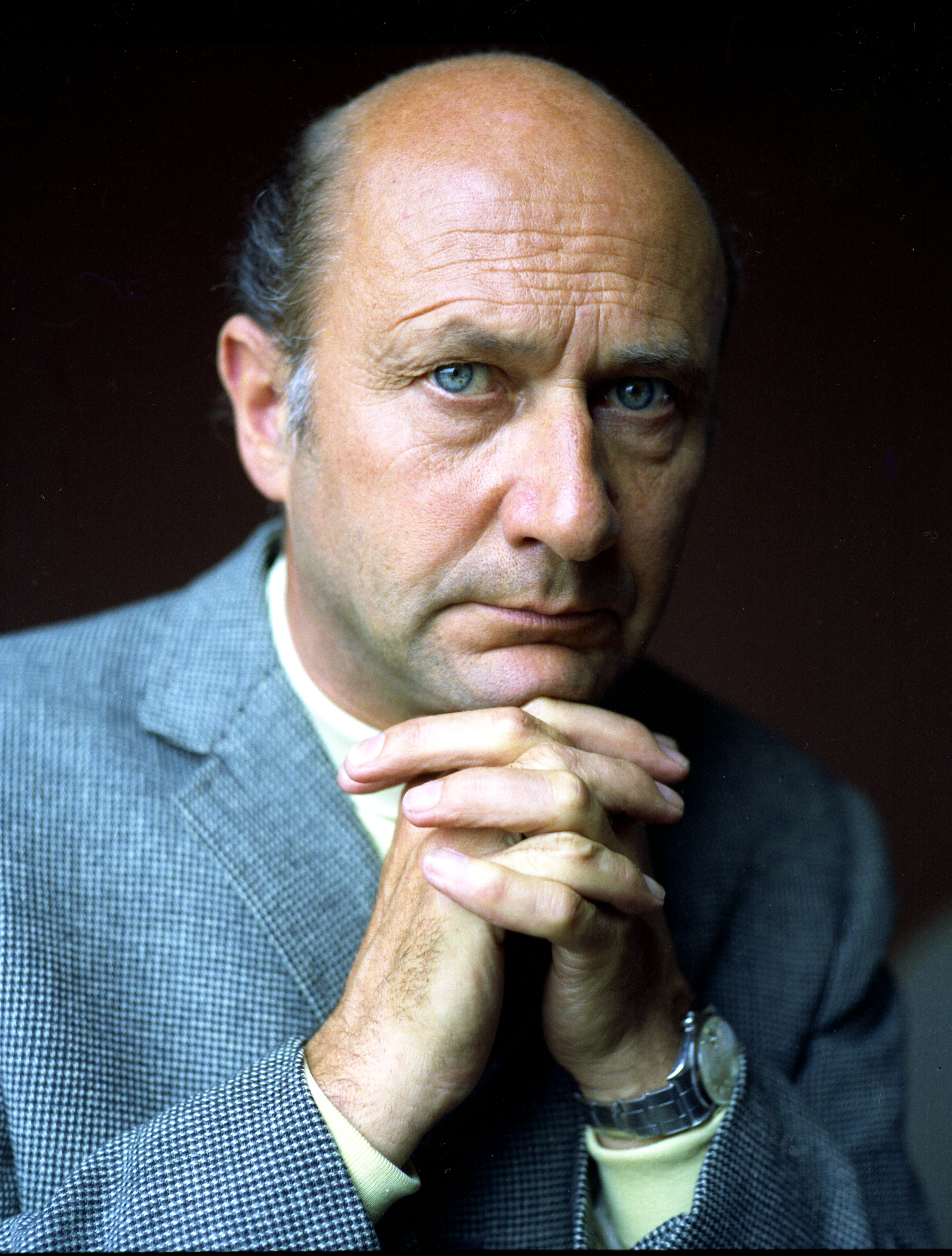
Donald Pleasence var den första som spelat Blofeld som visat ansiktet.

Ernst Stavro Blofeld är en fiktiv person i James Bonds värld. Han är ledaren för den onda terroristorganisationen S.P.E.C.T.R.E. och James Bonds ärkefiende. Rollfiguren skapades av Ian Fleming med flera (se kommentarerna om boken Åskbollen).

## Biografi
Ernst Stavro Blofeld föddes den 28 maj 1908 (samma datum som Ian Fleming) i Gdynia. Hans far var polack och hans mor grekinna. Blofeld gick på universitetet i Warszawa där han studerade ekonomi och politisk historia. Han studerade senare på Warszawas tekniska institut till ingenjör.

## Blofeld i Bondböckerna
Blofeld dök först upp i boken Åskbollen (1961), som ledare för den internationella brottsorganisationen S.P.E.C.T.R.E. Efter att ha misslyckats med att utpressa världen med hjälp av två atombomber, splittrades S.P.E.C.T.R.E. och Blofeld blev tvungen att försvinna.
Han lyckades hålla sig undan i över ett år innan James Bond hittade honom igen, då i Alperna, i färd med att sprida ett nytt biologiskt vapen i Storbritannien – se I Hennes Majestäts hemliga tjänst. Då hade han hunnit plastikoperera sig för att kunna söka titeln greve de Bleuville, och gifta sig med Irma Bunt. Planen misslyckades men både Blofeld och Bunt hann fly och döda Bonds fru, Tracy.
Året därpå (i boken Man lever bara två gånger) återfann japanska spioner Blofeld och Bunt i deras Dödens trädgård, där de uppmuntrade deprimerade japaner att begå självmord. Bond som befann sig i Japan av en slump kände igen Blofeld, och tog sig till Blofelds slott, där han dödade Blofeld med hjälp av en vulkan. Bunt däremot hann åter att fly och återkom med nya planer i böckerna av John Gardner.

## Bondfilmerna
Blofeld är utan tvekan den skurk som har varit med i flest Bond-filmer. Han uppträder vanligtvis tillsammans med en vit perserkatt, och i de första filmerna utan att visa ansiktet. Första gången hans ansikte syntes var i filmen Man lever bara två gånger.
| Böckerna                          | År   | Filmerna                          | År   |
| --------------------------------- | ---- | --------------------------------- | ---- |
| Åskbollen                         | 1961 | Agent 007 ser rött                | 1963 |
| I Hennes Majestäts hemliga tjänst | 1963 | Åskbollen                         | 1965 |
| Man lever bara två gånger         | 1964 | Man lever bara två gånger         | 1967 |
|                                   |      | I hennes majestäts hemliga tjänst | 1969 |
|                                   |      | Diamantfeber                      | 1971 |
|                                   |      | Ur dödlig synvinkel               | 1981 |
|                                   |      | Spectre                           | 2015 |
|                                   |      | No Time to Die                    | 2021 |

(Dessutom förekom Blofeld i nyinspelningen av Åskbollen: Never Say Never Again, 1983.)
Av upphovsrättsliga skäl nämns aldrig Blofelds namn i Ur dödlig synvinkel, men perserkatten, det skalliga huvudet och det dolda ansiktet (likt de första filmerna) antyder att det är Blofeld som sitter i rullstolen.

## Blofeld-skådespelare
Skådespelare som har spelat Blofeld i filmerna:
- Anthony Dawson – (Agent 007 ser rött) (inte med i eftertexterna; vi ser bara hans händer smeka katten)
- Eric Pohlmann – (Agent 007 ser rött) (inte med i eftertexterna; endast röst)
- Anthony Dawson – (Åskbollen) (inte med i eftertexterna; återigen ser vi bara händerna)
- Eric Pohlmann – (Åskbollen) (inte med i eftertexterna; endast röst)
- Jan Werich – (Man lever bara två gånger) (filmade ett par scener och ersattes på grund av att han ansågs påminna om en ondskefull jultomte, den officiella förklaringen till varför han ersattes av Pleasence berodde på att han blev sjuk.)
- Donald Pleasence – (Man lever bara två gånger) (ersatte Jan Werich)
- Telly Savalas – (I hennes majestäts hemliga tjänst)
- Charles Gray – (Diamantfeber)
- Max Latimer – spelar Blofelds dubbelgångare i Diamantfeber.
- John Hollis – (Ur dödlig synvinkel) (ej listad)
- Max von Sydow – (Never Say Never Again)
- Christoph Waltz  – (Spectre och No Time to Die)

### Blofelds utseende och personlighet
I filmerna varierar Blofelds utseende och personlighet rätt mycket eftersom skådespelarna byts ut. Exempelvis finns varken Blofelds ärr i I hennes majestäts hemliga tjänst eller Diamantfeber, och i I Hennes Majestäts hemliga tjänst har han tagit bort sina örsnibbar för att kunna få grevetiteln, men i Diamantfeber är de tillbaka, tillsammans med skallen full med grått hår. Det stämmer med Blofeld från Flemings romaner, där han byter personlighet och utseende för att gömma sig från Bond.
I böckerna har Blofeld vissa moraliska betänkligheter. I Åskbollen får han reda på att en gisslan som S.P.E.C.T.R.E. tagit för att skaffa pengar har blivit utsatt för en våldtäkt. Då låter Blofeld mörda den ansvarige och lämnar tillbaka gisslan och halva lösesumman till de anhöriga – så att S.P.E.C.T.R.E. skulle bli känt för att hålla sitt ord.

## Övrigt
- Namnet Blofeld kommer från pappan till en cricket-kommentator, Harry Blofeld, som Ian Fleming var klasskamrat med.
- Donald Pleasences Blofeld i Man lever bara två gånger är förebilden för Dr. Evil i Austin Powers-filmerna.
- Doktor Claw i animerade tv-serien Kommissarie Gadget är inspirerad av Blofeld.
- Scumlord, ledare för S.C.U.M., medverkar i den tecknade TV-serien James Bond Junior, vars arbetssätt påminner om Blofelds.